# Alfred de Montenuovo
 (juin 2019).
Si vous disposez d'ouvrages ou d'articles de référence ou si vous connaissez des sites web de qualité traitant du thème abordé ici, merci de compléter l'article en donnant les références utiles à sa vérifiabilité et en les liant à la section « Notes et références ».
Alfred, 2e prince prince de Montenuovo et Grand d'Espagne (titre héréditaire), né à Vienne le 16 septembre 1854 et mort dans la même ville le 6 septembre 1927, était l'un des plus hauts fonctionnaires à la cour de l'empereur François-Joseph d'Autriche.

## Biographie
Ainsi, en accord avec le protocole, il refuse à l'archiduc-héritier François-Ferdinand la protection militaire nécessaire lors de la visite que celui-ci effectue en Bosnie en juin 1914 en prétextant que l'archiduc est accompagné de son épouse morganatique Sophie Chotek et que cette dernière n'a pas droit à la protection réservée aux membres de la Maison Impériale et Royale. 
Lors des obsèques (privées) du couple, le prince de Montenuovo se comporte avec sa rigueur habituelle : le cercueil de l'archiduc sera recouvert des insignes dus à son rang quand, sur celui de son épouse, placé en contrebas, ne sera déposé qu'un éventail, rappel de son passé de dame d'honneur. 
De même lors de la mort de l'empereur en 1916, le prince n'autorise pas l'amie intime du défunt souverain (Katharina Schratt) à s'approcher du lit impérial. C'est le nouvel empereur qui, avec tact, mène la dame jusqu'au lit mortuaire de l'empereur défunt pour lui permettre de se recueillir
.